# Henryk Melcer-Szczawiński

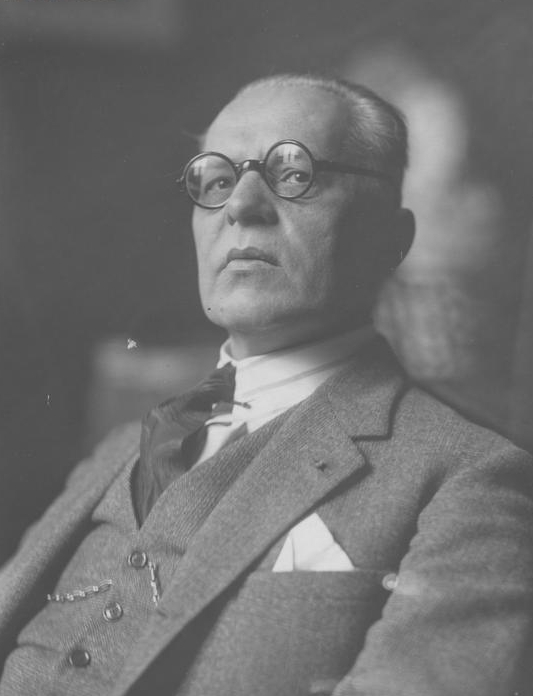
Henryk Melcer-Szczawiński.

Henryk Melcer-Szczawiński, född 25 juli 1869 i Marcelin vid Warszawa, död 18 april 1928 i Warszawa, var en polsk pianist och tonsättare. 
Melcer-Szczawiński, som var lärjunge till Theodor Leschetizky, företog konsertresor, var professor i pianospel i Helsingfors, Lwów och (1903–06) Wien och blev 1908 dirigent för symfoniorkestern i Warszawa. 
Melcer-Szczawiński komponerade två prisbelönta pianokonserter, en pianotrio, två operor, körverk och pianostycken och ansågs för en av sin tids främsta polska musiker.